# جمهورية فرحات
جمهورية فرحات، أحد قصص الكاتب المصري يوسف إدريس، تدور القصة حول الصول فرحات وأفكاره عن عالم الشرطة والإجرام. القصة تم نشرها في مشروع كتاب في جريدة.

## وصلات خارجية
- نص قصة جمهورية فرحات من موقع ثقافة صخر